# 川崎市立玉川中学校
川崎市立玉川中学校（かわさきしりつ ぎょくせんちゅうがっこう）は、神奈川県川崎市中原区中丸子にある市立中学校。玉中（ぎょくちゅう）と略称される。

## 沿革
- 1947年（昭和22年）5月5日 - 東京造機寮を借用し開校[1]。
- 1947年（昭和22年）9月6日 - 苅宿帝国通信青年学校校舎を買収、苅宿校舎に移転
- 1948年（昭和23年）1月20日 - PTA結成
- 1948年（昭和23年）7月7日 - 校歌制定
- 1950年（昭和25年）4月1日 - 日吉中学校開校、日吉地区生徒転出
- 1951年（昭和26年）4月1日 - 校章制定
- 1951年（昭和26年）6月23日 - 川崎市中丸子562（現在地）に新校舎竣工、苅宿校舎より移転
- 1951年（昭和26年）6月30日 - 新校舎落成式挙行
- 1951年（昭和26年）7月29日 - 同窓会結成
- 1954年（昭和29年）7月19日 - 校舎増築第二期竣工

## 部活動

### 文化部
- 家庭茶道
  - 主な活動内容:作品作成、調理実習、茶道
- コンピュータ
  - 主な活動内容:タイピング技能のトレーニング、Scratch等を用いたプログラミング
- 美術
- 吹奏楽

### 運動部
- 野球
- バレーボール
- ソフトテニス
- サッカー
- ハンドボール
- バドミントン
- バスケットボール
- 卓球